# Kallur, Dharwad
Kallur là một làng thuộc tehsil Dharwad, huyện Dharwad, bang Karnataka, Ấn Độ.